# カミング・ホーム EP
『Coming Home EP』 (カミング・ホーム EP） は、2013年5月22日発売のエリック・サーデの1枚目のミニアルバム。

## 概要
世界中のiTunesで取り扱っているため、日本でもダウンロード可能。

## 収録曲
1. ティル・アイ・ブレイク "Till I Break"
2. フォーギブ・ミーロケット・サイエンス "Forgive Me"
3. カミング・ホーム "Coming Home"
4. カバー・ガール・パート2 "Cover Girl, Pt. II"
  - 元々はジャスティン・ティンバーレイクの20/20エクスペリエンスの為に作られた曲である[1]。